# Phyllonorycter formosella
Phyllonorycter formosella là một loài bướm đêm thuộc họ Gracillariidae. Nó được tìm thấy ở Seychelles.

## Phân loại
The species was transferred to the Glyphipterigidae by De Prins & De Prins năm 2005.